# 科扎克·达努塔
科扎克·达努塔（匈牙利語：Kozák Danuta，匈牙利語發音：[ˈkozaːk ˈdɒnutɒ]，1987年1月11日—），生于布达佩斯，是一名匈牙利皮划艇运动员。主攻皮艇竞速。她的母亲拥有波兰血统。

## 运动生涯
科扎克参加了2008年、2012年、2016年和2020年四届奥运，共赢得了6金1銀1銅。2008年北京奥运，她联同队友出战女子500米四人皮艇项目，最终匈牙利不敌德国获得银牌。2012年伦敦奥运，她出战女子500米单人皮艇和女子500米四人皮艇两个项目，均收获金牌。而在2016年里约奥运，她的表现比前两届奥运都进步不少，她出战女子500米单人、双人和四人皮艇三个项目，结果都获得了冠军，而她也成为史上第一位在单届奥运获得三个项目金牌的女子皮划艇运动员。2020年東京奧運，她獲得了女子500米四人皮艇項目金牌和女子500米双人皮艇項目銅牌。
科扎克还参加过多届世界锦标赛和欧洲锦标赛。她在世锦赛上共收获14枚金牌（单人皮艇500米：2013、2014、2018；双人皮艇200米：2011；双人皮艇500米：2009、2010、2015、2018；四人皮艇500米：2009、2011、2013、2014、2018；单人皮艇200米接力：2013）、2枚银牌（单人皮艇500米：2011；四人皮艇500米：2015）和2枚铜牌（单人皮艇500米：2019；双人皮艇1000米：2007）。除此之外她还在欧洲运动会上夺得3金3银1铜。

## 荣誉
- 匈牙利共和国功绩小十字勋章（2008年）
- 匈牙利功绩军官十字勋章（2012年）
- 匈牙利功绩佩星中十字勋章（2016年）
- 匈牙利功绩大十字勋章（2022年）